# Tino Weber
Tino Weber (* 12. Februar 1970 in Merseburg) ist ein deutscher Schwimmer und Olympiateilnehmer. Der 1,95 m große und 88 kg schwere Athlet startete für den SV Halle.

## Sportliche Laufbahn
Weber ist siebenfacher Deutscher Meister:
1992, 1993 und 1994 jeweils über 100 und 200 m Rücken, 1995 über 100 m Rücken.
Darüber hinaus war er auch international erfolgreich.
- Bei den Europameisterschaften 1989 in Bonn gewann er über 200 m Rücken in 2:00,54 min die Bronzemedaille hinter dem Italiener Stefano Battistelli (Gold in 1:59,96 min) und Wladimir Selkow aus der Sowjetunion (Silber in 2:00,02 min).
- Bei den Sprinteuropameisterschaften 1993 in Gateshead kam es über 50 m Rücken zu einem deutschen Doppelerfolg. Weber war mit 25,78 s nur zwei Hundertstel langsamer als Patrick Hermanspann und gewann die Silbermedaille vor dem Schweden Zsolt Hegmegi (Bronze in 25,99 s).

Bei den Olympischen Spielen 1992 in Barcelona startete er über 100 und 200 m Rücken sowie über 4 × 100 m Lagen mit folgenden Ergebnissen:
- Über 100 m Rücken qualifizierte er sich als Vorlauf-Elfter in 56,27 s für das B-Finale, wo er in 56,49 s Platz 3 erreichte.
- Über 200 m Rücken erreichte er das Finale und belegte in 1:59,78 Min. Platz 6 (der Olympiasieg ging an den Spanier Martin López-Zubero in 1:58,47 Min.). Mit seinen im Vorlauf erzielten 1:59,40 min wäre er zeitgleich mit Stefano Battistelli auf Platz 3 gekommen.
- Mit der Staffel (Besetzung: Tino Weber, Mark Warnecke, Christian Keller, Mark Pinger und Bengt Zikarsky) kam er in 3:40,19 min auf Platz 4.